# キラキラ (北海道テレビ放送の番組)
『ジブンイロ』は、北海道テレビ放送（HTB）で毎週金曜日に「イチオシ!!」内で放送されているミニ番組。
2012年4月2日に『キラキラ』（毎週月曜日 – 木曜日、24:45〜24:50→24:50〜24:55（JST））の名前で放送開始。様々な職業で輝いている女性を紹介し、その人の魅力と仕事ぶりに密着するミニ番組。出演する女性は大半が北海道出身者もしくは在住者であるが、地縁のない出演者もまれに登場する（2019年現在、BENI、華原朋美、Ms.OOJA、黒木渚が該当）。ナレーションは大野恵（HTBアナウンサー）が担当しているが、週によっては西野志海（当時HTB、現テレビ東京アナウンサー）などが担当することがあった。前番組『美女動画』と異なり、画面下部の天気概況が表示されていなかった。
2019年3月28日にひとまず番組が終了し、4月12日から「イチオシ!!」内で「ジブンイロ」として毎週金曜18時台のニュースの後に放送している。

## 番組の流れ
- 開始から2014年4月3日放送分までは、オープニングで、「Featuring“キラキラ女子”」[注 1] と表示された後、出演者の一言が流れ、タイトルロゴが出た後画面左上に「キラキラ女子 Act.○○○」と名前・職業・年齢が表示され、右下に仕事場名が表示されていた。ただし年齢を公表しない人物の場合は「年齢：ヒミツ」と書かれている。
- 2014年4月7日放送分からは、冒頭に「自分磨き、してますか？」と出た後に、リニューアルされたタイトルロゴが現れ、その後画面左に「キラキラ女子 Act.○○○」と名前、職業、年齢、仕事場名が表示されるようになった。
- 番組の最後には、「今週は○○さんのキラキラの素を探ります」（月曜日）「来週[注 2] のキラキラ女子は○○さんです」（木曜日）といったナレーションと共に制作クレジットが画面右下に表示される。
- 2018年9月17日から平日17:47頃に「イチオシ!!」内で再放送を放送していた。

## 出演した女性（ジブンイロ時代）

### 2020年
| Act. | 名前（職業）                         | 放送日  | 備考                                                 |
| ---- | ------------------------------------ | ------- | ---------------------------------------------------- |
| 36   | 石野華鳳（書道家）                   | 1月10日 | 「キラキラ」時代にも出演経験あり                     |
| 37   | 川内谷幸恵（漁師）                   | 1月17日 | 「余市郡漁協」の組合員として勤めている               |
| 38   | 横山明日香（星空写真家）             | 1月24日 | 「星空写真教室」の講師でもある                       |
| 39   | 大塚紗弓（言語聴覚士）               | 1月31日 | 中央区の「Hokkaido Products」の代表も勤めている      |
| 40   | 和田順子（サルベージプロデューサー） | 2月14日 |                                                      |
| 41   | 長谷川ぱんだ（パン職人）             | 2月21日 | 小樽市の「カトルフィーユ」を夫と共に経営している[20] |
| 42   | 長岡未来（ドローン講師）             | 3月27日 |                                                      |
| 43   | 松浦美郷（旭川医科大学生）           | 4月3日  | 放送当時は36歳の大学生である                         |
| 44   | 中村陽子（プロスノーボーダー）       | 5月8日  |                                                      |
| 45   | satoly（アーティスト）               | 6月4日  |                                                      |

## 備考
本番組はもともと5分（正味2分15秒ないし2分30秒）番組として制作されているが、週によっては放送枠が8分に拡大されることがある。この場合、次に放送される月〜水曜日に放送の番組は30分から5分延長され35分間となる。当番組の2つ・3つ次の番組は30分間の放送に変化はないが、放送開始時間が8分遅くなる（木曜日放送のHTB深夜開拓魂は3分遅れになるだけで延長は無し）。特に2013年11月4日から2014年3月27日放送分まではこのような措置を続けた上、本編放送後に後続番組のジャンクションが流れていた。

### 後続番組のジャンクション
前番組『美女動画』では木曜日の『HTB深夜開拓魂』放送時のみジャンクションが放送されていた。本番組開始以降は行われていなかったが、2013年11月4日から2014年3月27日放送分まですべての放送曜日において実施されていた。ただし下記の番組の放送がない（別番組に差し替え）時は別番組の番宣スポット に差し替えられる。
- 月曜日『夢チカ18』
西野志海アナウンサーが「この後は、夢チカ18!」と言いながらギターをかき鳴らす。
- 火曜日『タモリ倶楽部』
タモリに扮した室岡里美アナが「この後は、毎度おなじみ流浪の番組、タモリ倶楽部でございます。」と告知する。
- 水曜日『ももクロChan〜Momoiro Clover Z Channel〜』
紺色のジャージ[注 10] を着た高橋春花アナが「この後は、ももクロChanだ〜Z!」と言いながら右手人差し指を（テレビの視聴者に向けて）指す。
- 木曜日
  - 『アニマルアイランド』（2013年10月期）
同番組にて登場動物の声を担当するボビー・オロゴンが「この後は、アニマルアイランド!」と告知する[注 11]。
  - 『社長の晩ごはん』（2014年1月期）
ハイライト映像と共に「この後は、社長の晩ごはん!」のナレーション（大橋千絵）が入る。